# Marktviertel (Bottrop)
Das Marktviertel Bottrop bezeichnet das Viertel rund um die Pfarr- und Propsteikirche St. Cyriakus in Bottrop in Westfalen. Es wird begrenzt durch den Altmarkt, den Pferdemarkt, die Brauerstraße (das Gelände der früheren Westfalia-Brauerei) sowie die Pfarrstraße und die Peterstraße.

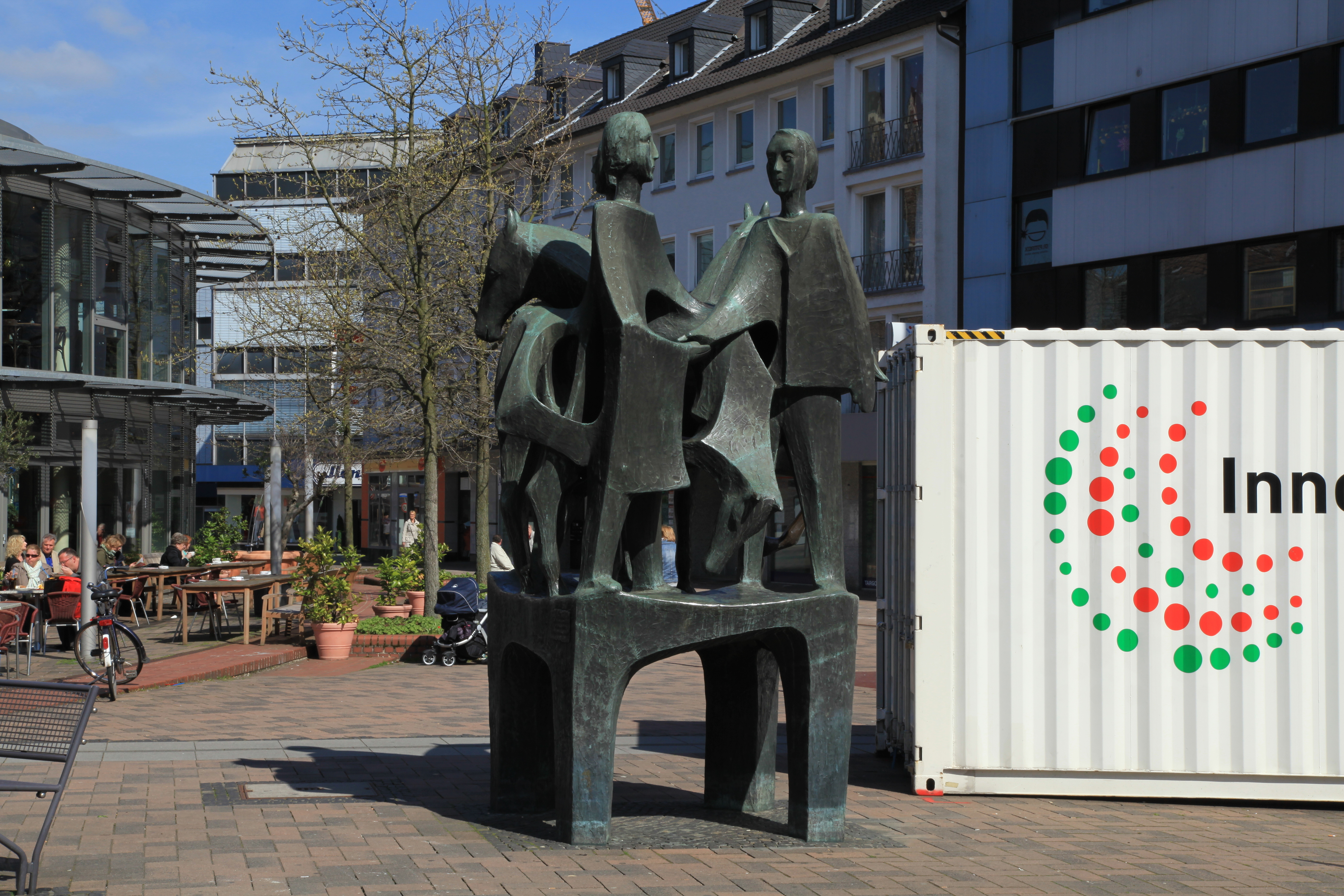
Pferdemarkt Bottrop

## Geschichte
Bottrop wurde im Jahr 1432 vom Kölner Kurfürsten Dietrich von Moers das Marktrecht verliehen. Die Gemeinde lag in einem Dreiländereck der kurkölnischen Exklave Vest Recklinghausen mit dem Herzogtum Kleve und dem Essener Gebiet jenseits der Emscher. Ein regelmäßiger Jahrmarkt zu Michaelis an dieser Stelle versprach Zolleinnahmen. Im Laufe der Zeit entwickelte sich der herbstliche Michaelis-Markt zum größten Vieh- und Krammarkt des Vestes Recklinghausen, dem späteren Pferdemarkt. Gegen Ende des 18. Jahrhunderts erhielt Bottrop das Recht, einen zweiten Frühjahrsmarkt und vor allem ab 1783 eine Kirmes zu veranstalten. Ab dem 19. Jahrhundert hatte Bottrop vier Märkte, später fünf.
Mit der Industrialisierung des Ruhrbergbaus und dem einsetzenden großen Bevölkerungswachstum wurde am 6. April 1865 ein Wochenmarkt eingeführt, da viele Arbeiter im Gegensatz zu der davor in Bottrop ansässigen dörflichen Bevölkerung nicht mehr Selbstversorger waren. Im Laufe der Zeit kamen weitere Wochenmärkte zur Versorgung der Bevölkerung rund um den Altmarkt und den Pferdemarkt hinzu. Bis 2007 befand sich der zentrale Wochenmarkt für circa 120 Händler am Berliner Platz, wegen Bauarbeiten wechselte der Wochenmarkt an den heutigen Standort rund um die Cyriakuskirche. Der mittwochs und samstags stattfindende Markt ist einer der wenigen Innenstadtmärkte der Region. 

## Gegenwart
Nach den Zerstörungen des Zweiten Weltkriegs folgten mit dem Wiederaufbau ab den 1950er Jahren weitere Veränderungen im Marktviertel. 1984 wurde durch das Stadtmarketing Bottrop der Pferdemarkt als regionales Ereignis wiederbelebt. Seit dem Frühjahr 2020 kümmert sich eine Initiative um die Wiederbelebung des Marktviertels. Später benannte sich die Interessengemeinschaft der Innenstadt-Kaufleute in IG Marktviertel um und will damit die besondere Bedeutung des Marktviertels und des Wochenmarktes für die Stadtgesellschaft in Bottrop herausarbeiten.